# Красный Холм (Костромская область)
Красный Холм — деревня в составе Шекшемского сельского поселения Шарьинского района Костромской области России.

## История
Согласно Спискам населенных мест Российской империи в 1872 году деревня Красный Холм относилась к 3 стану Ветлужского уезда Костромской губернии. В ней числилось 3 двора, проживало 10 мужчин и 15 женщин
Согласно переписи населения 1897 года в деревне проживало 54 человека (20 мужчин и 34 женщины)
Согласно Списку населенных мест Костромской губернии в 1907 году деревня Красный Холм (Мундырь) относилась к Николо-Шангской волости Ветлужского уезда Костромской губернии. По сведениям волостного правления за 1907 год в деревне числилось 10 крестьянских дворов и 76 жителей.
Согласно Закону Костромской области от 24 апреля 2017 года № 229-6-ЗКО Красный Холм переведен из упразднённого Варакинского сельского поселения в состав Шекшемского сельского поселения.

## Население
| 2008 | 2010 | 2014 |
| ---- | ---- | ---- |
| 1    | ↗5   | ↘3   |